# Župní legionářský dům
Župní legionářský dům neboli Legiodům v Jihlavě je rondokubistický komplex palácového typu pocházející z let 1923 až 1924. Hlavním autorem je jihlavský architekt Jaroslav Dufka. Objekt byl vybudován pro potřeby organizací československých legionářů s finanční podporou státu a osobně prezidenta Masaryka, zároveň zde fungovaly různé služby včetně kina a byly zde byty pro rodiny bývalých legionářů. Dům stojí na adrese Legionářů 1471/15, Jihlava. 